# Götz Wiese (Kirchenmusiker)
Götz Wiese (* 6. März 1928 in Celle; † 25. März 2012 ebenda) war ein deutscher Organist und Landeskirchenmusikdirektor der Landeskirche Hannover.

## Leben
Wiese nahm privaten Musikunterricht beim Hannoveraner Stadtkantor Gustav Sasse und studierte an den Musikhochschulen von Köln und Hannover. Daraufhin war er zunächst als Kantor in Hermannsburg, Loccum, von 1959 bis 1970
in der Northeimer St.-Sixti-Gemeinde und schließlich von 1971 bis zu seinem Ruhestand 1991 als erster Landeskirchenmusikdirektor in seiner Heimatstadt Celle tätig war. Außerdem übernahm der Kirchenmusiker verschiedene Funktionen im administrativen Bereich, beispielsweise in der Arbeitsstelle für Gottesdienst und Kirchenmusik, im Konvent der Kirchenmusikdirektoren für den Bereich der Aus- und Fortbildung sowie in der Landessynode und im Niedersächsischen Kirchenchorverband. 
Neben Eigenkompositionen religiöser Werke bearbeitete er auch zahlreiche Melodien und Sätze für Kirchenlieder sowie die musikalischen Teile des Gottesdienstes nach Agende I, von denen einige in das Evangelische Gesangbuch aufgenommen wurden. Dazu zählt die Melodie zu Friedrich Walz’ Seht hin, er ist allein im Garten (EG, M 95), der Satz zu Kehret um, kehret um (EG, S 606) und die Melodien von Aufgetan ist die Welt (EG, M 567), Herr, mach die Kirche zum Werkzeug deines Friedens (EG, M 615) sowie Ehre sei dem Vater und dem Sohn (EG, M 177.3), für das Wiese auf einer Sitzung des Musikausschusses der Lutherisch Liturgischen Konferenz einen Entwurf mit offenem Schluss skizzierte, der erst in die Erneute Agende und schließlich sogar in das Evangelische Gesangbuch aufgenommen wurde.
Außerdem gab Wiese auch ein Beiheft für den gottesdienstlichen Gebrauch heraus und komponierte die Kantate Hoffnung für Feigenbäume nach dem Text Kurt Roses zu Lukas 13, 6-9. 
1993 wurde Wiese mit dem Kulturpreis der Stadt Celle ausgezeichnet.

## Partituren und Veröffentlichungen
- 1961: Evangelienspruch auf den Erntedanktag. Merseburger, Berlin.
- 1965: Introiten (Advent bis Karfreitag) und Psalmen (zur Austeilung des heiligen Abendmahls). Hänssler Musik, Stuttgart.
- 1967: Introiten. Hänssler Musik, Stuttgart.
- 1979: Choralbuch zum Evangelischen Gesangbuch. Bärenreiter, Kassel.
- 1982: Ausgewählte Choralvorspiele. Bärenreiter, Kassel.
- 1983: Auf und macht die Herzen weit. Hänssler Musik, Stuttgart.
- 1992: Psalmen beten: Psalmen sprechen und singen (gemeinsam mit Hans-Christian Drömann), Hannover.
- 1996: Hoffnung für Feigenbäume. Friedemann Strube, München.